# Мижец (гмина)
Ми́жец (пол. Mirzec) — сельская гмина (волость) в Польше, входит как административная единица в Стараховицкий повет, Свентокшиское воеводство. Население — 8430 человек (на 2004 год).

## Демография
| Перепись                       | Всего   | Всего | Женщины | Женщины | Мужчины | Мужчины |
| ------------------------------ | ------- | ----- | ------- | ------- | ------- | ------- |
| Единицы                        | человек | %     | человек | %       | человек | %       |
| Население                      | 8430    | 100   | 4229    | 50,2    | 4201    | 49,8    |
| Плотность населения (чел./км²) | 76      | 76    | 38,1    | 38,1    | 37,9    | 37,9    |

## Сельские округа
1. Гадка
2. Ягодне
3. Малышин
4. Мижец
5. Осины
6. Острожанка
7. Трембовец-Дужы
8. Тыхув-Новы
9. Тыхув-Стары
10. Крупув

## Соседние гмины
1. Гмина Броды
2. Гмина Илжа
3. Гмина Мирув
4. Гмина Скаржыско-Косцельне
5. Гмина Вонхоцк
6. Гмина Вежбица